# Bibliothèque municipale Vladislav Petković Dis de Čačak
La bibliothèque municipale Vladislav Petković Dis de Čačak (en serbe cyrillique : Градска библиотека „Владислав Петковић Дис” Чачак ; en serbe latin : Gradska biblioteka „Vladislav Petković Dis” Čačak) est située à Čačak, dans le district de Serbie, en Serbie. Elle a été créée le 5 avril 1961.
Le nom de la bibliothèque est un hommage au poète Vladislav Petković Dis (1880-1917), né près de Čačak. Chaque année, la bibliothèque organise une manifestation appelée le « Printemps de Dis », au cours de laquelle est remis le prix Dis, attribué à un poète ; en 2020, la 57e édition de cette manifestation a eu lieu du 16 au 26 juin.

## Historique
L'actuelle bibliothèque remonte à 1848, lorsque d'éminents citoyens de la ville, surtout des fonctionnaires, ont fondé la « Société de lecture de journaux serbo-slaves à Čačak » (en serbe : Društvo Čitanja Srpsko-Slavenskij Novina u Čačku) ; la société s'est alors abonnée à une dizaine de journaux qu'on ne pouvait trouver qu'à Belgrade ; cette première organisation n'a connu qu'une existence éphémère. En mai 1860, une salle de lecture (serbe : čitalište) a ouvert ses portes mais elle a disparu à son tour en 1867 ; une autre s'est formée en janvier 1869, qui, en 1874 comptait 68 membres et mettait à disposition plus de 30 journaux et magazines, ainsi que des dizaines de livres. Le sort de nouvelle organisation reste encore aujourd'hui inconnu ; une information datant de 1899 nous apprend que la salle de lecture « a prospéré autrefois et survit à peine » ; elle a dû cessé de fonctionner au début du XXe siècle, comme en témoigne l'accord de l'administration du district de Čačak en 1909 pour l'ouverture et la création d'une bibliothèque publique.